# L'isola degli inganni
L'isola degli inganni (The Isle of Lies) è un romanzo di genere fantastico avventuroso dello scrittore M. P. Shiel pubblicato nel 1909.

## Trama
Durante una spedizione in Etiopia il dottor Lepsius ritrova una curiosa stele dall'aspetto enigmatico e di impossibile traduzione nelle ultime parole che dovrebbe portare alla scoperta di un tesoro. Decide per questo di procurarsi un figlio, avuto da una donna prelevata a caso sul ponte di Westminster a Londra, e di isolarlo a tempo indeterminato in un castello su una delle isole Ebridi a Nord della Scozia, in compagnia del padre e di un inserviente, dove Lepsius, che imporrà al figlio il nome Annibale, metterà a sua disposizione tutto lo scibile umano, cercando così di creare un superuomo che sia in grado di tradurre le ultime parole della stele conducendolo così al tesoro .Dopo 19 anni però sull'isola sbarcherà una nave principalmente occupata da donne che lo farà fuggire dall'isola riportandolo alla realtà. Le conseguenze di questo fatto saranno gravissime ed è lo stesso dottor Lepsius a rendersene conto. Sulla nave e poi a terra miss Eve si innamora del giovane cui però difetta di qualsiasi forma di principio cristiano, ama rubare e non conosce le norme imposte da Cristo ignorando perfino la Bibbia. Il ragazzo è però un genio assoluto e megalomane che con una scalata al potere impressionante e vivendo in una fastosa reggia in Francia sorvegliata da energumeni orientali lancia la sua sfida al mondo.

## Edizioni
- (EN) M. P. Shiel, The Isle of Lies, Londra, T. Werner Laurie, 1909.
- Matthew Phipps Shiel, L'isola degli inganni, traduzione di Giovanni Pasetti, Milano, edizioni Serra e Riva, 1979.
- Matthew Phipps Shiel, L'isola degli inganni, traduzione di Giovanni Pasetti, Roma, Castelvecchi, 2017, ISBN 9788869449109.